# Coppa Italia 1980-1981 (pallavolo maschile)

La Virtus Sassuolo, vincitrice dell'edizione.

La Coppa Italia di pallavolo maschile 1980-81 fu la 3ª edizione della manifestazione organizzata dalla FIPAV.

## Regolamento e avvenimenti
Alla manifestazione presero parte venti squadre di Serie A2 e dodici di Serie A1, con ammissioni dirette a fasi successive alla prima per queste ultime.
Vennero disputati, con gare di sola andata, primo, secondo, terzo e quarto turno. Quest'ultimo selezionò quattro squadre che si andarono ad aggiungere alle finaliste della Coppa Italia 1978-79 e che presero parti alle semifinali con due gruppi da quattro squadre. Le prime due squadre classificate di ogni gruppo andarono a disputare il girone finale ad Ancona, tra il 15 e il 17 maggio 1981; vincitrice risultò essere l'Edilcuoghi Sassuolo.

## Girone finale

### Partecipanti
- Edilcuoghi Sassuolo
- Panini Modena
- Robe di Kappa Torino
- Toseroni Roma

### Classifica
| Pos. | Squadra              | Pt | G | V | P | SV | SP |
| ---- | -------------------- | -- | - | - | - | -- | -- |
| 1.   | Edilcuoghi Sassuolo  | 6  | 3 | 3 | 0 | 9  | 3  |
| 2.   | Robe di Kappa Torino | 4  | 3 | 2 | 1 | 8  | 4  |
| 3.   | Toseroni Roma        | 2  | 3 | 1 | 2 | 4  | 8  |
| 4.   | Panini Modena        | 0  | 3 | 0 | 3 | 3  | 9  |

| Vincitrice della Coppa Italia |

### Risultati

#### Tabellone
|          | Modena | Roma | Sassuolo | Torino |
| -------- | ------ | ---- | -------- | ------ |
| Modena   | XXX    | –    | –        | –      |
| Roma     | 3-2    | XXX  | –        | –      |
| Sassuolo | 3-0    | 3-1  | XXX      | 3-2    |
| Torino   | 3-1    | 3-0  | –        | XXX    |